# Royal Albert Hall
Royal Albert Hall – sala koncertowa w Londynie poświęcona mężowi królowej Wiktorii, księciu Albertowi. Mieści się w dzielnicy South Kensington w centralnym Londynie, w rejonie znanym powszechnie jako Albertopolis. The Royal Albert Hall jest częścią pomnika upamiętniającego Alberta – niedaleko znajduje się Albert Memorial, pomnik ku jego czci. Jest to także miejsce, gdzie znajdują się największe w Wielkiej Brytanii organy oraz siedziba Proms.
Od otwarcia przez królową Wiktorię 29 marca 1871 roku The Royal Albert Hall była miejscem wydarzeń kulturalnych, koncertów, konferencji, balów i odczytów naukowych. W 1968 roku odbył się tam 13. finał Eurowizji, a w latach 1969–1988 królewska sala koncertowa była świadkiem finałów konkursu Miss World. Miały tam miejsce również imprezy sportowe, jak chociażby pierwsze poza Japonią zawody sumo.
Sala koncertowa ma kształt owalny i mieści 8 tysięcy ludzi, choć teoretycznie może pomieścić więcej (uniemożliwiają to względy bezpieczeństwa).
Autorami projektu budowli są inżynierowie budownictwa: kapitan Francis Fowke i generał Henry Y.D. Scott z korpusu Królewskich Inżynierów (Royal Engineers).